# 文学通信
株式会社文学通信（ぶんがくつうしん）は、2018年設立の日本の出版社。人文書の出版を中心に、人文学ニュースサイトの運営、学会の開催支援・ライブ配信なども手掛ける。

## 概要
主な出版物は、日本や東アジアの古典・文学・書誌学・歴史学・人文情報学・国語教育などに関する専門書である。また専門書に加え、『中華オタク用語辞典』『書誌学入門ノベル！書医あづさの手控』『思い出のとしまえん』などの一般書もある。また、国立歴史民俗博物館の機関誌『REKIHAKU』や、国文学研究資料館の企画展図録などの出版にも携わっている。自社出版物の装丁・組版やウェブデザインも手掛けている。
2018年、笠間書院から独立する形で設立。2019年、自社出版物をpdf等で公開する「文学通信リポジトリ」を開設。2020年、自社出版物で扱われた古典籍の画像を公開する「文学通信アーカイブ」を開設。
「文学通信」という社名は、情報通信を活用し「知」の流通を促進すること、および、創業者がかつて携わっていた笠間書院のPR誌『リポート笠間』の「リポート」にちなむ。